# Pegaeophyton angustiseptatum
Pegaeophyton angustiseptatum är en korsblommig växtart som beskrevs av Al-shehbaz, T.Y. Cheo, L.L. Lu och Guang Yang. Pegaeophyton angustiseptatum ingår i släktet Pegaeophyton och familjen korsblommiga växter. Inga underarter finns listade i Catalogue of Life.